# Andrey Sazanov
Andrey Sazanov, né le 25 janvier 1994 à Moscou, est un coureur cycliste russe.

## Palmarès sur route

### Par années
- 2013
  - 3e étape du Baltic Chain Tour
- 2014
  - 3e étape du Grand Prix d'Adyguée
- 2018
  - 1re étape des Cinq anneaux de Moscou

### Classements mondiaux
| Année           | 2013 | 2014 |
| --------------- | ---- | ---- |
| UCI Europe Tour | 899e | 647e |

## Palmarès sur piste

### Championnats du monde juniors
| Édition / Épreuve | Poursuite par équipes |
| Moscou 2011       | Argent                |
| Invercargill 2012 | Bronze                |

### Coupe du monde
- 2016-2017
  - 3e de la poursuite par équipes à Cali
  - 3e de l'américaine à Cali

### Championnats d'Europe
| Édition / Épreuve      | Poursuite par équipes | Course aux points | Américaine |
| Anadia 2011 (juniors)  | Argent                |                   |            |
| Anadia 2013 (espoirs)  |                       |                   | Bronze     |
| Anadia 2014 (espoirs)  |                       | Or                |            |
| Athènes 2015 (espoirs) |                       | Argent            |            |
| Granges 2015           |                       |                   | Argent     |

### Championnats de Russie
- Champion de Russie du scratch : 2019